# Atomosia bigoti
Atomosia bigoti là một loài ruồi trong họ Asilidae. Atomosia bigoti được Bellardi miêu tả năm 1861. Loài này phân bố ở vùng Tân nhiệt đới.